# Зега
Зега (нем. Seega) — община в Германии, в земле Тюрингия. 
Входит в состав района Кифхойзер. Подчиняется управлению Киффхойзер.  Население составляет 423 человека (на 31 декабря 2010 года). Занимает площадь 9,01 км².